# تیم (مجموعه تلویزیونی)
تیم (لهستانی: Ekipa) یک درام سیاسی تلویزیونی لهستانی است که در سال ۲۰۰۷ منتشر شد.

## گزیدهٔ بازیگران
- یانوش گایوس
- مارچین پرخوچ
- آندژی سِـوِرین
- مارک فرانتسکوویاک
- ریشارد کوتیس
- ماوگوژاتا زایاژکوفسکا
- کشیشتف استروئینسکی
- کاتاژینا هرمان
- پیوتر نواک
- فیلیپ ووبوجینسکی
- یژی فدوروویچ
- کشیشتف چچوت
- لئون خارِویچ
- رادوسواف کشیژوفسکی
- نوربرت راکوفسکی
- آگنیشکا گروخوفسکا
- روموآلد کوئوس
- هالینا اسکوچینسکا
- تادئوش خودتسکی
- مارچین بوساک
- کاتاژینا گنیفکوفسکا
- روبرت چبوتار
- پیوتر شیفکیـِویچ
- الژبیتا یاروشیک
- وویچیخ چروینسکی
- اوا کوتینیا
- آرتور یانوشاک
- پاوئو کرولیکوفسکی
- میخاو ژورافسکی
- یژی موس
- مارچین دوروچینسکی
- بوریس شیتس
- ماچئی کوزووفسکی
- استانیسواف برودنی
- ماچئی کوالفسکی
- مونیکا کشیفکوفسکا
- الکساندرا یوستا
- والدمار چیشاک
- پاوئو توخولسکی
- آندژی کونوپکا
- گراژینا ژیلینسکا
- وویچیخ کالاروس
- رافائو ماچکوویاک
- ریشارد باریچ
- روبرت وابیخ
- مارک کالیتا
- ساوا فاوکوفسکا